# Euthyrrhapha vittata
Euthyrrhapha vittata är en kackerlacksart som beskrevs av Robert Walter Campbell Shelford 1911. Euthyrrhapha vittata ingår i släktet Euthyrrhapha och familjen Polyphagidae. Inga underarter finns listade i Catalogue of Life.